# Georges Cuvier
Pour les articles homonymes, voir Cuvier.
Jean Léopold Nicolas Frédéric Cuvier, dit Georges Cuvier, né le 23 août 1769 à Montbéliard et mort le 13 mai 1832 à Paris, est un anatomiste français (né sujet montbéliardais), promoteur de l'anatomie comparée et de la paléontologie au XIXe siècle.
C'est un partisan scientifique notable du catastrophisme, théorie précurseure de l'évolution. Il est le descripteur de nombreux taxons fossiles, dont, parmi les plus connus, Palaeotherium, Pterodactylus, Megatherium et Mosasaurus (bien que ce dernier ne fut pas nommé par lui).

## Biographie

### Origines et famille
Né d'une modeste famille luthérienne de Montbéliard, il est le fils de Jean-Georges Cuvier (1715-1795), officier du régiment de Waldner, et de Clémentine Chatel (1736-1792) et le frère aîné de Frédéric Cuvier. Il épouse le 2 février 1804 Anne Marie Sophie Loquet de Trazay (1768-1849), veuve de l'ancien fermier général Louis Philippe Alexandre Duvaucel, marquis de Castelnau, guillotiné en 1794, dont elle eut quatre enfants. Du mariage de Georges Cuvier et de Anne Marie Sophie Loquet de Trazay sont nés quatre autres enfants : trois enfants sont morts en bas âge, dont Georges (1807-1813) et Anne (1808-1812), et la quatrième Clémentine (1809-1827), morte à l'âge de 18 ans.

### Éducation
À la naissance de Cuvier, le territoire de Montbéliard est rattaché au duché de Wurtemberg où l’école est obligatoire. C'est la lecture de Buffon lors de ses brillantes études qui oriente la vie de Georges Cuvier. Après avoir étudié au collège de Montbéliard, il s'inscrit en 1784 à l'Académie Caroline de Stuttgart en Allemagne qui forme les cadres pour le duché de Wurtemberg, et où il est l'élève du botaniste Johann Simon von Kerner. C'est là qu'il acquiert la connaissance de la langue et de la littérature allemandes, reçoit des cours de sciences qui le passionnent mais aussi d'économie, de droit administratif ou de gestion forestière, qui vont l'aider dans ses fonctions futures d'administrateur.

### Les premières activités scientifiques

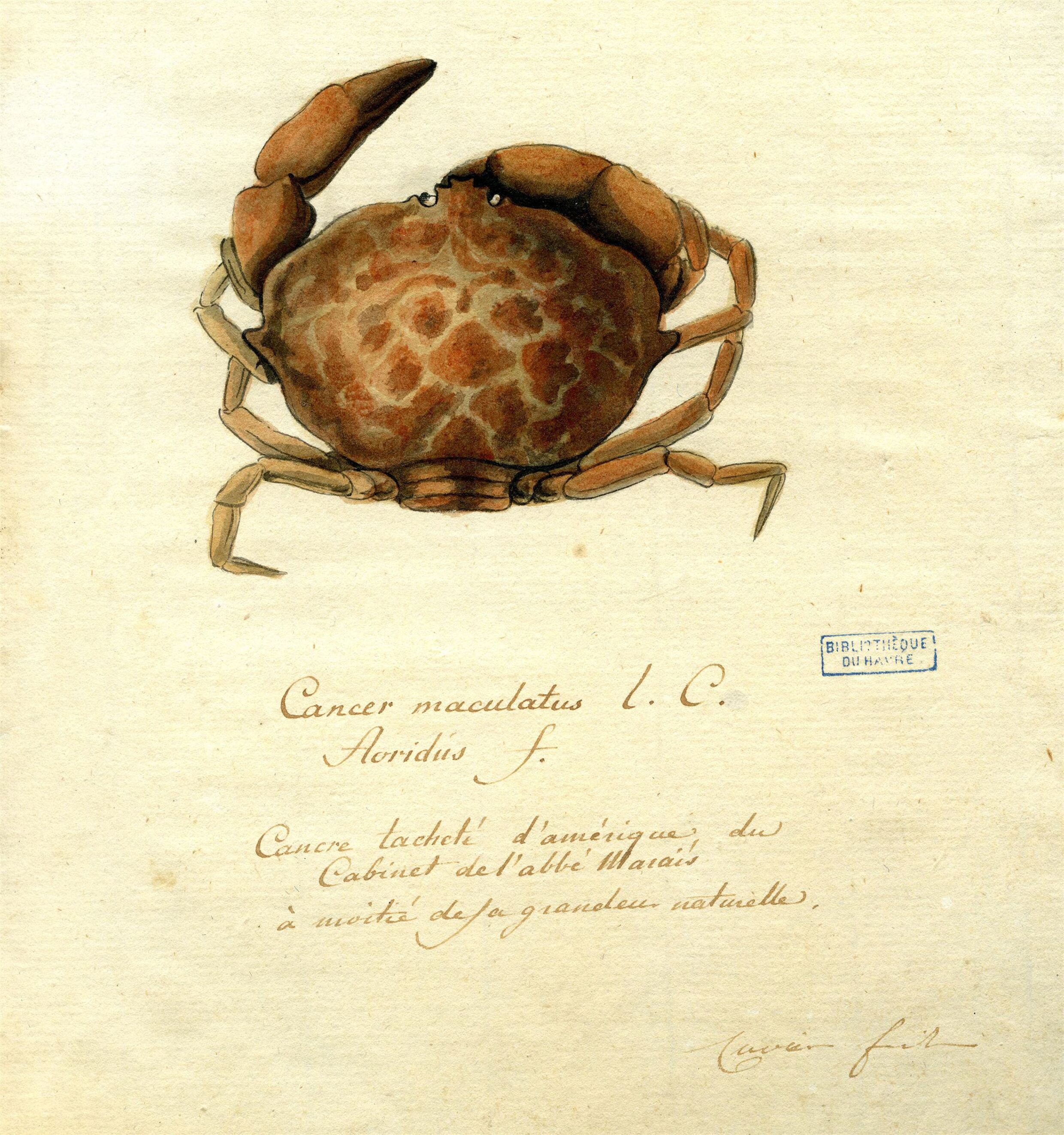
Georges Cuvier, Cancre tacheté d'Amérique, du cabinet de l'abbé Marais, à moitié de sa grandeur naturelle, 1788. Bibliothèque municipale du Havre. En ligne sur Nutrisco.

En 1788, il reprend le poste de précepteur d'un coreligionnaire auprès de la famille du comte d'Héricy, famille noble protestante de Caen en Normandie tenant salon. Sa fonction lui laissant du temps libre, il découvre les sciences naturelles en disséquant le chat ou le perroquet de la comtesse, les poissons et mollusques, en récoltant des fossiles et comparant des espèces vivantes. Il constitue à cette époque un important herbier. Il passe les années de la Révolution française dans le pays de Caux en Normandie à Fiquainville où la famille d'Héricy s'est installée.
Le 10 novembre 1793, Cuvier est sollicité par l'administration révolutionnaire pour assurer la fonction de secrétaire greffier de la municipalité de Bec-aux-Cachois (rattachée à la commune de Valmont en 1825). Il est chargé de tenir le registre de la commune et de défendre les intérêts de ses habitants. De mars à novembre 1794, il est temporairement agent salpêtrier, chargé d'encadrer l'exploitation du salpêtre destiné à la fabrication de la poudre à canon. Il reprend sa charge de secrétaire greffier à la fin de l'année. Ces fonctions administratives ne lui laissent que peu de temps pour pratiquer l'histoire naturelle.
Il soumet ses notes au curé Tessier qui les communique à Étienne Geoffroy Saint-Hilaire, professeur du nouveau Muséum national d'histoire naturelle à Paris, qui remarque les qualités du jeune homme.

### Carrière à Paris
Ses talents ayant été appréciés par Henri Alexandre Tessier, agronome, il est appelé à Paris en 1795 et se fait bientôt remarquer, soit par ses cours, soit par ses écrits (notamment ses Mémoires sur les espèces d'éléphants vivants et fossiles). Son savoir d’autodidacte et l’originalité de ses méthodes le font admettre au Jardin des plantes, au sein du tout jeune Muséum national d'histoire naturelle, créé en 1793 à partir de l'institution qui avait été le Jardin royal des plantes médicinales, jusqu'à la décapitation de Louis XVI. Au Muséum, Jean-Claude Mertrud puis Louis Jean-Marie Daubenton recherchent sa collaboration et l’introduisent à l’Académie des sciences.
En 1796, il est nommé professeur d'histoire naturelle à l'École centrale du Panthéon, actuel lycée Henri-IV. La même année il occupe le poste de suppléant de Mertrud à la chaire d'Anatomie des animaux au Muséum national d'histoire naturelle et, à cette occasion, il publie ses cours donnés à l'école centrale du Panthéon sous la forme du Tableau élémentaire de l'histoire naturelle des animaux (1797), ouvrage qui revoit l'ensemble de la classification des animaux et qui assure sa notoriété.
Aussi, en 1796, devient-il membre de l'Institut de France à l'Académie des sciences, où il devient secrétaire perpétuel pour les sciences physiques en 1803. La même année, en 1803, il se marie avec la veuve de l’ancien fermier général Duvaucel, guillotiné en l'an I. Aucun de leurs quatre enfants ne survit, et leur mort lui est très douloureuse.
En 1800, il est nommé à vie professeur au Collège de France (1800-1832).

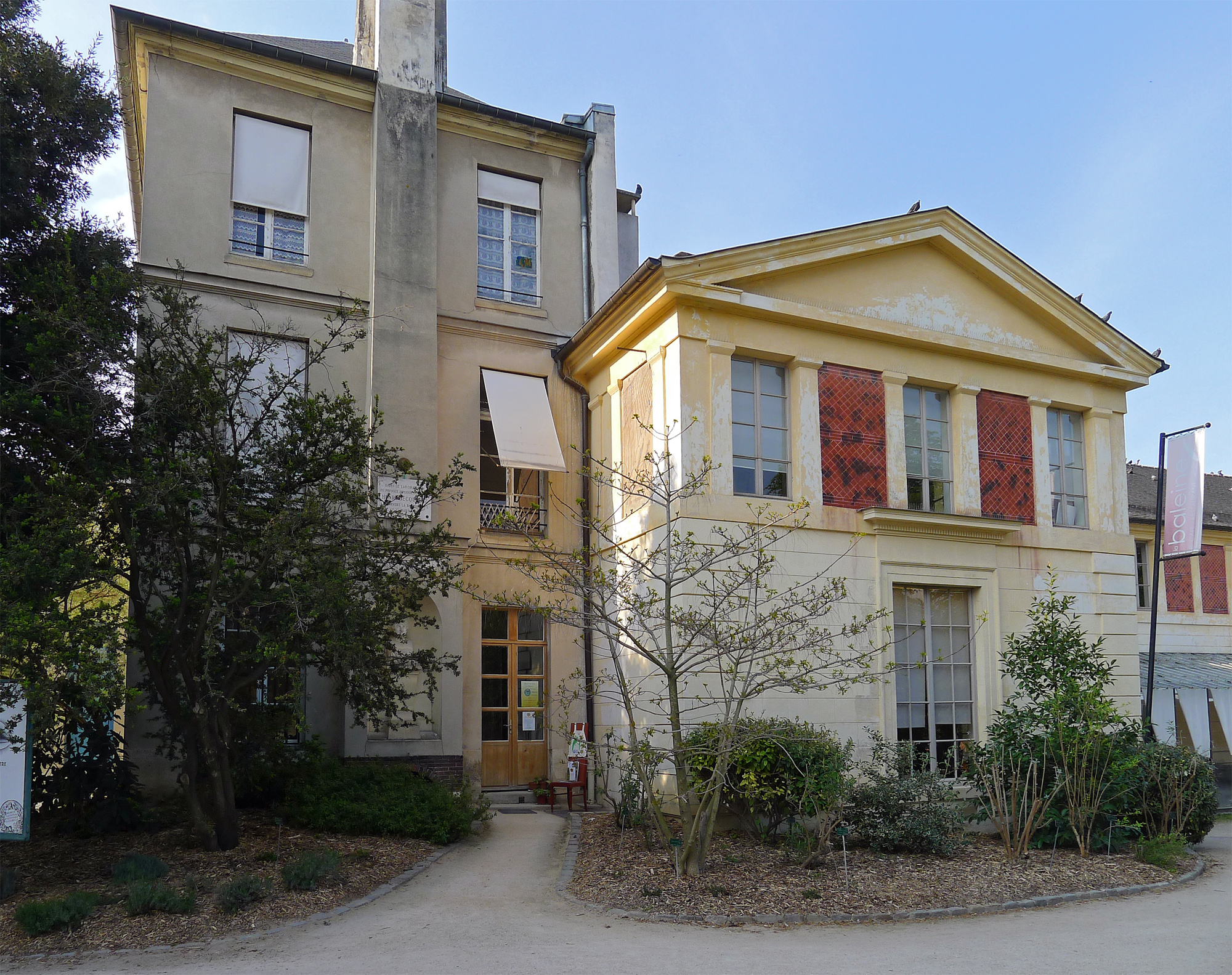
L'entrée du « cabinet d'Anatomie comparée » de Cuvier au Jardin des plantes de Paris.

À la mort de Mertrud, en 1802, Cuvier le remplace en tant que professeur titulaire à la chaire d'Anatomie des animaux. Cette dernière prend alors le nom de « chaire d'Anatomie comparée ». Cuvier en sera le professeur titulaire jusqu'à sa mort en 1832. En 1802, dès qu'il est en poste, Cuvier obtient un bâtiment situé dans l'actuelle enceinte du Jardin des plantes et qui donne sur l'actuelle rue Cuvier. Ainsi, en 1802, sûr de son autorité, nouvellement assise sur la chaire qu'il vient d'occuper, Cuvier y installe son « cabinet d'Anatomie comparée ». En 1806 il décide d'ouvrir aux visites du public ce cabinet, qui devient la première galerie d'Anatomie comparée du Muséum. Constitué de deux ailes principales parallèles à la rue de Seine (actuelle rue Cuvier) et séparées par une cour intérieure, le bâtiment finit par être connu comme « les galeries de Cuvier ».
Cuvier devient membre étranger de la Royal Society le 17 avril 1806. Il devient aussi inspecteur des études, co-conseiller et chancelier de l'Université (1808), et remplit plusieurs fois les fonctions de grand maître. Il profite de cette position pour favoriser l'enseignement de l'histoire et des sciences.
Il est nommé en 1814 conseiller d’État, puis président du comité de l'intérieur, il se signale dans cette nouvelle carrière par une haute capacité, mais il se montre trop complaisant envers le pouvoir et consent à se charger de soutenir à la tribune des mesures impopulaires. Il est critiqué car ambitieux, il se fait de nombreux adversaires parce qu'il n'hésite pas à remettre en cause les thèses de savants renommés (comme Buffon ou Étienne Geoffroy Saint-Hilaire), mais il n'hésite pas non plus à aider financièrement des collègues dans le besoin. Dans sa bibliothèque, il reçoit une fois par semaine, le samedi soir, des savants, des artistes et des écrivains comme Stendhal. Il ouvre également sa maison à des jeunes hommes méritants qu'il a distingués, tel Stéphane Ajasson de Grandsagne qui collabore activement avec lui à partir de 1827, notamment pour l'édition d'une nouvelle traduction de l'Histoire naturelle de Pline l'ancien.
Parmi les mesures impopulaires que Cuvier soutient sous la Seconde Restauration, il est, de par sa fonction de conseiller d’État, nommé rapporteur de la loi instituant les cours prévôtales.
À partir de 1822, il est grand-maître des facultés de théologie protestante de France (de Strasbourg et Montauban). À partir de 1828, il est nommé directeur des « cultes dissidents », c'est-à-dire protestants et juif dans le cadre du régime concordataire français,. Il reçoit le titre héréditaire de baron par lettres patentes du roi Charles X du 29 décembre 1829.

### Mort
Il meurt à Paris le 13 mai 1832, à l’âge de soixante-deux ans. Contrairement à une idée reçue, il ne meurt pas de l'épidémie de choléra qui sévissait au moment de sa mort. L'autopsie, effectuée par des membres importants de la Faculté de médecine (Mathieu Orfila, André Duméril) et du Muséum (Achille Valenciennes), ne découvre pas la cause de sa mort. Il est inhumé au cimetière du Père-Lachaise (division 8).

## Travaux
Georges Cuvier est le fondateur de la paléontologie des vertébrés. Il est traditionnellement considéré comme le promoteur de la théorie du catastrophisme. Il fut également l’un des premiers naturalistes à proposer des théories basées sur le racisme scientifique.

### Anatomie comparée et paléontologie
Cuvier est parmi les fondateurs de l'anatomie comparée moderne. Il énonce le principe de subordination des organes et de corrélation des formes. Ainsi il propose une classification du règne animal en quatre « embranchements » (articulés, vertébrés, mollusques, radiaires) et cela, en structurant l'étude de l'anatomie comparée des animaux et en remettant en cause la chaîne des êtres. Le système nerveux, respiratoire et les organes, de plus en plus subordonnés indiquent successivement l'ordre, la famille, le genre et enfin l'espèce.

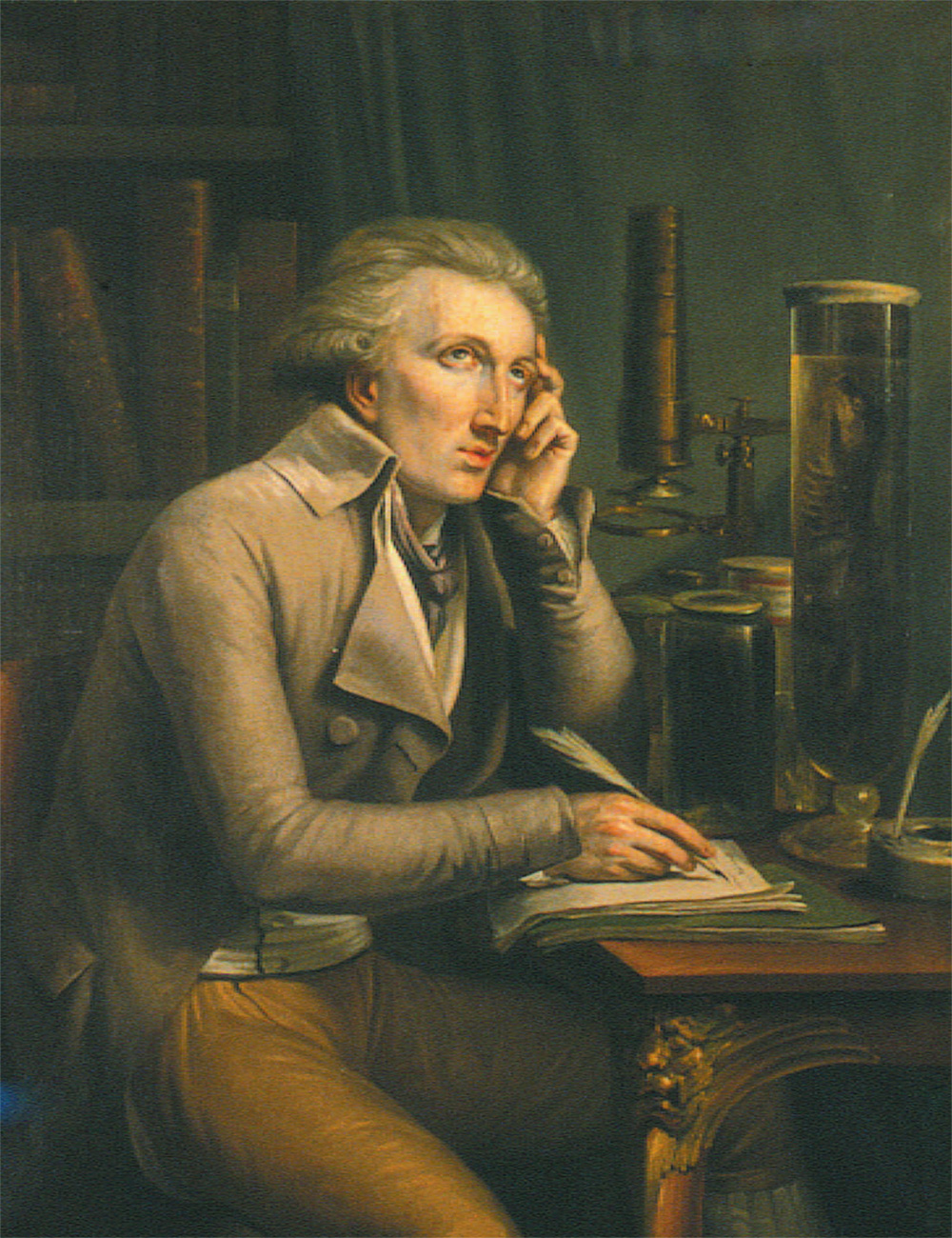
Portrait de Cuvier dans son « cabinet d'Anatomie comparée » par Mathieu-Ignace Van Brée.

À la faveur de cette loi, il a pu créer pour ainsi dire un monde nouveau : ayant établi par de nombreuses observations, comme bien d'autres avant lui, Léonard de Vinci, Georges Buffon, Gottfried Leibniz, François-Xavier de Burtin qu'il a dû exister à la surface du globe des animaux et des végétaux qui ont disparu aujourd'hui, il est parvenu à reconstruire ces êtres dont il reste à peine quelques débris informes et à les classer méthodiquement.
Enfin, il a donné à la géologie de nouvelles bases, en fournissant les moyens de déterminer l'ancienneté des couches sédimentaires par la nature des fossiles qu'elles renferment. C'est lui, notamment, qui appela « jurassique » la période moyenne de l'« ère secondaire » en référence aux couches du massif du Jura, qu'il connaissait bien.
Il s'oppose à l’Actualisme ou l’Uniformitarisme (terme employé par William Whewell en 1832 : « Les chocs actuels sont les mêmes que ceux du passé »), et il est en accord avec les idées fixistes (se référant notamment à la Création divine) et catastrophistes. Il n'évoque pas des extinctions de masse mais des extinctions majeures (qu'il appelle « révolutions du globe ») par des catastrophes de type inondations ou séismes, la terre étant ensuite repeuplée par une nouvelle création ou des migrations après ces catastrophes. Par prudence vis-à-vis des autorités religieuses, il exclut l'homme de cette histoire géologique.

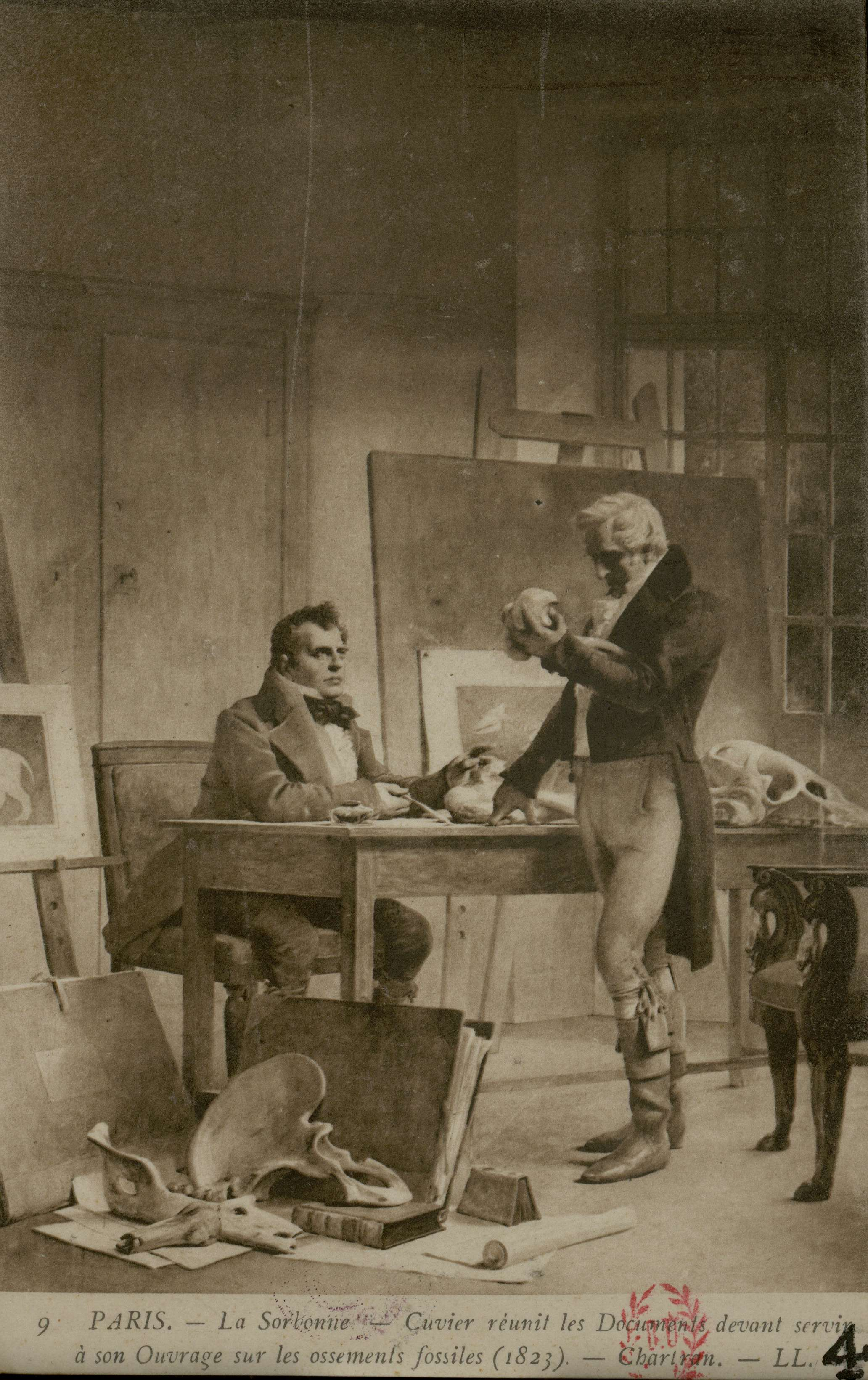
Carte postale de Théobald Chartran, Cuvier réunit les documents devant servir à son ouvrage sur les ossements fossiles (Bibliothèque interuniversitaire de la Sorbonne, NuBIS).

Dans son ouvrage Recherches sur les ossemens fossiles de quadrupèdes (1812), qui avait vu son discours préliminaire démembré en 1825 et publié sous le titre Discours sur les révolutions de la surface du Globe, Cuvier défend l'idée que la disparition et l'apparition de plusieurs espèces en même temps sont le résultat de crises locales. L’évolution de ses idées sur l’anatomie comparée, la paléontologie, l’histoire naturelle pré-darwinienne peut être constatée en comparant ces travaux sous la forme d’un Variorum.
Cuvier est considéré comme le fondateur du premier paradigme dans la discipline scientifique de la paléontologie. Ses travaux paléontologiques s'appuyèrent largement sur des fossiles du Bassin de Paris, dont ceux de Montmartre et des Buttes Chaumont. Certains voient aussi en lui le fondateur d'un paradigme nouveau en sciences sociales, conduisant en droite ligne au positivisme d'Auguste Comte et à la sociologie classique. Alcide Dessalines d'Orbigny et Pierre-Joseph van Beneden furent de ses élèves.

Fossiles de Montmartre étudiés par Georges Cuvier
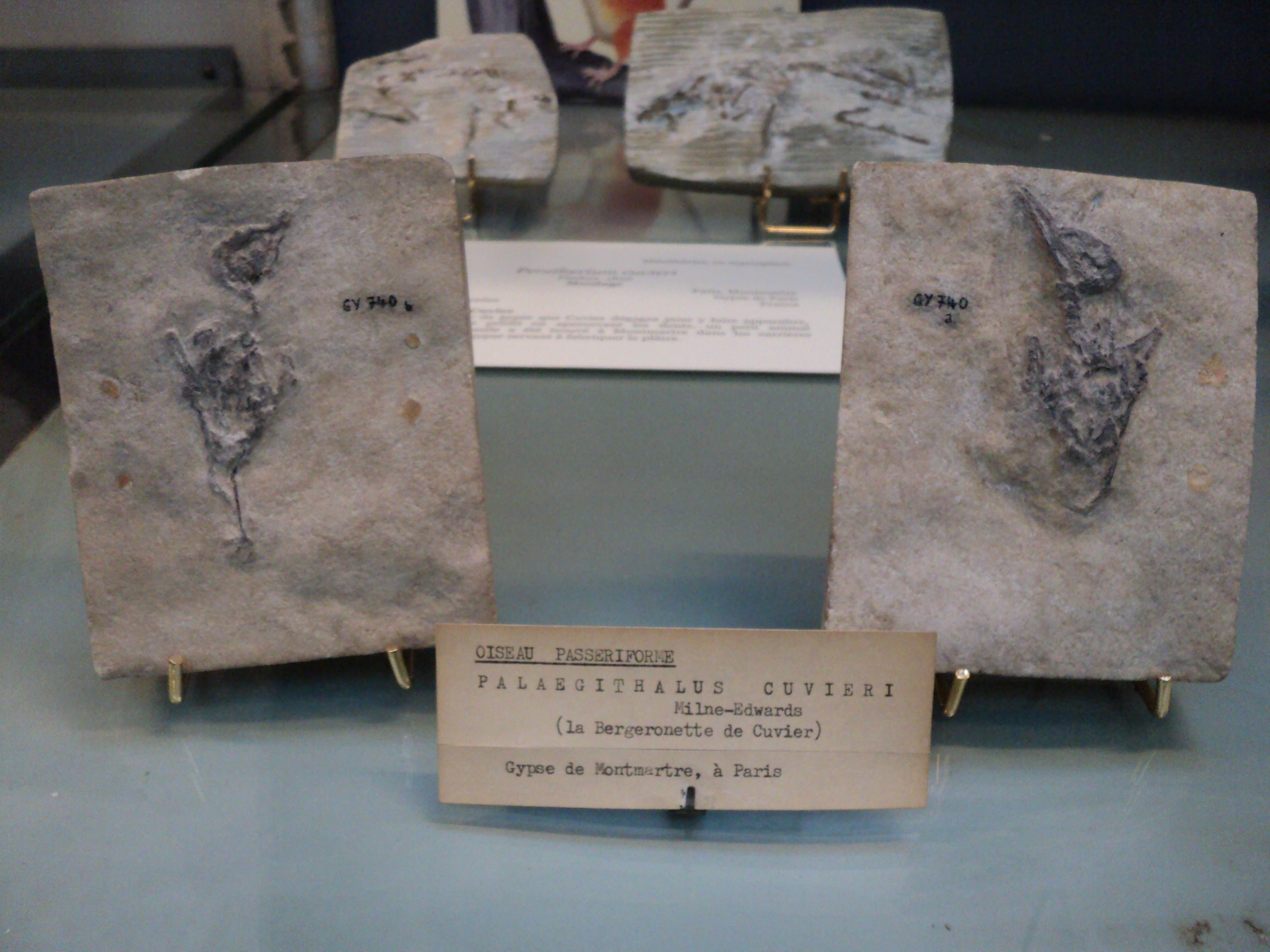
La Bergeronnette de Cuvier (Palaegithalus cuvieri).
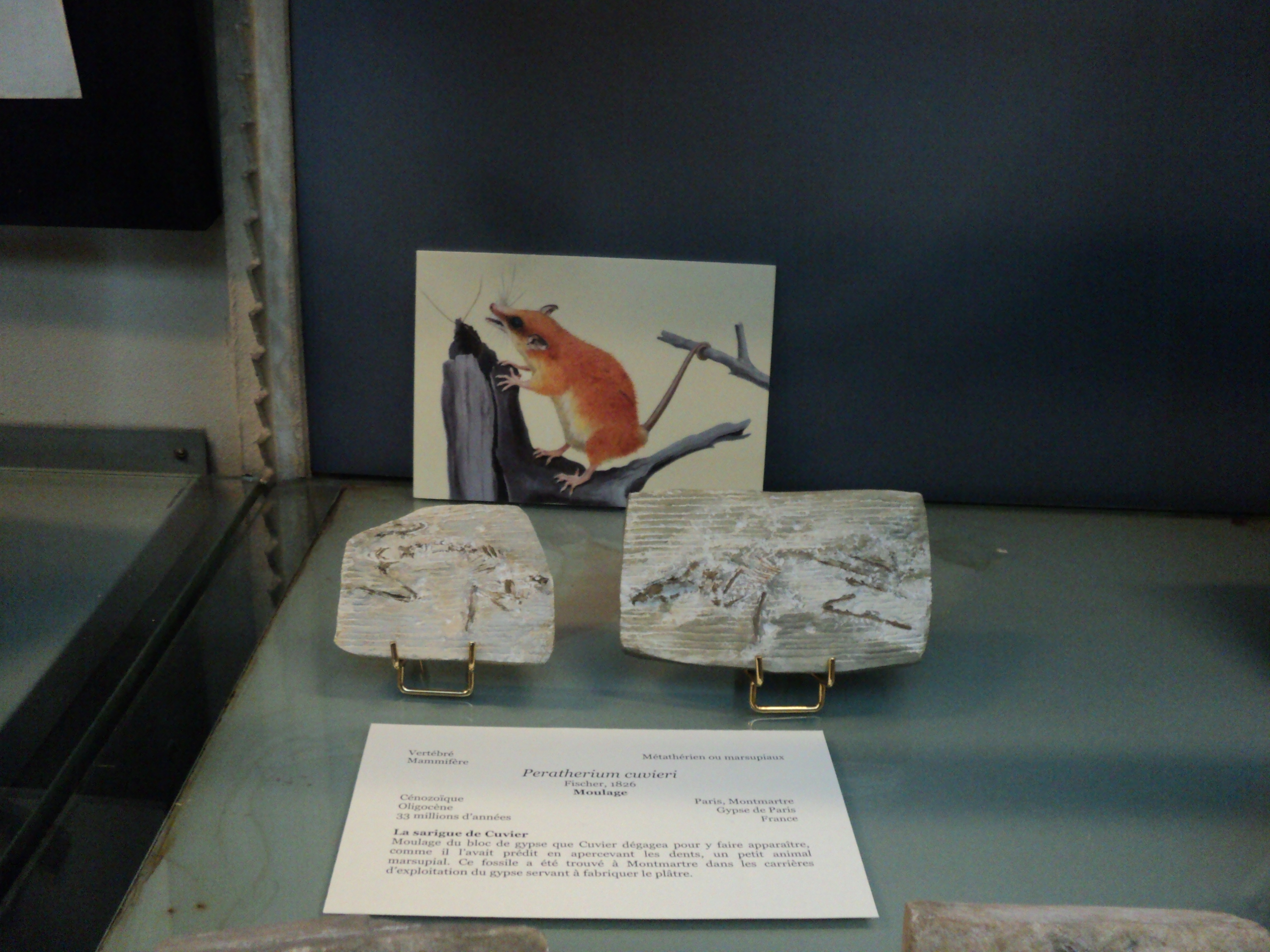
La Sarigue de Cuvier (Peratherium cuvieri).
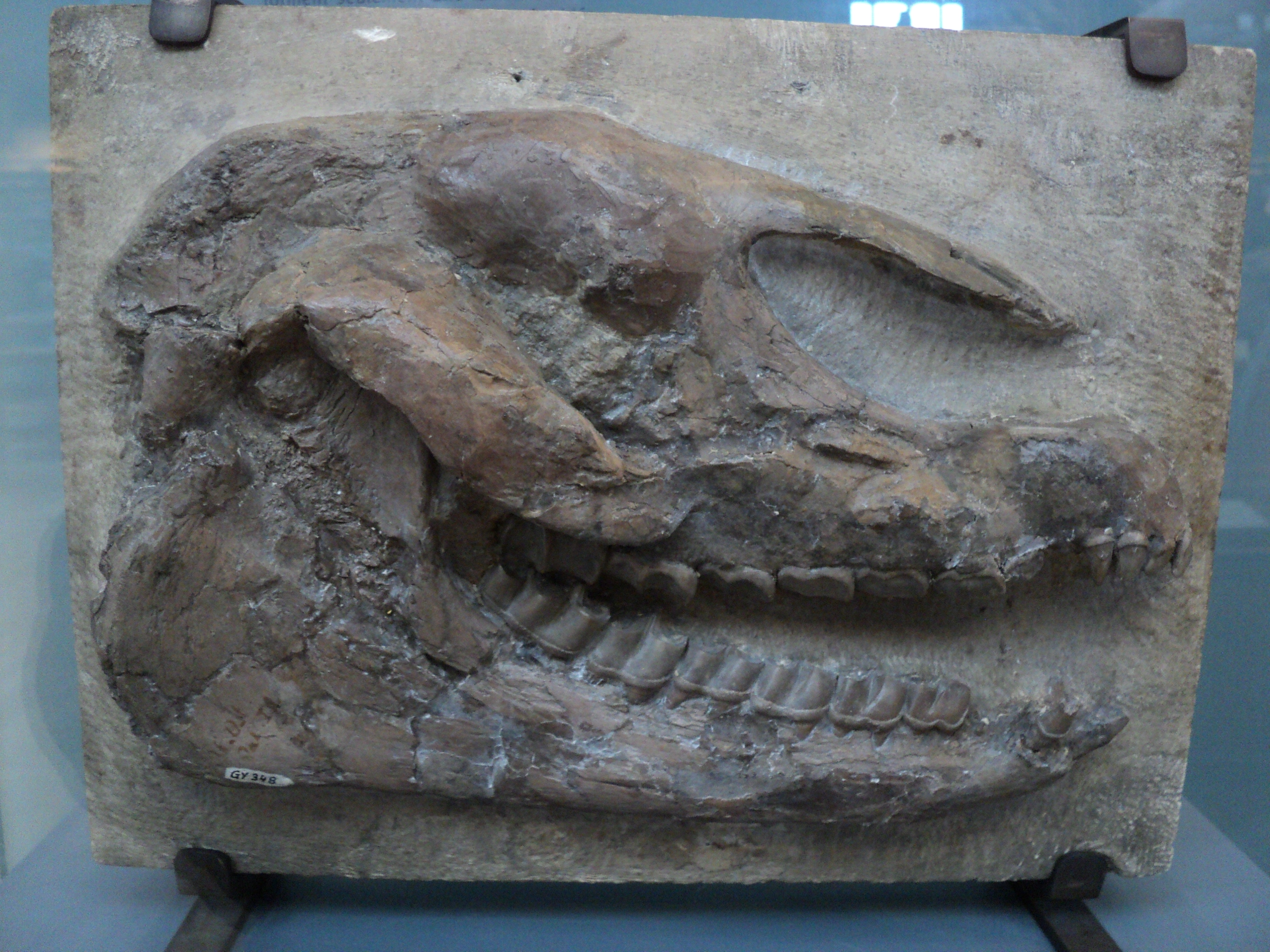
L'un des Palaeotherium étudiés par Cuvier (ici, Palaeotherium medium).

### Opposition au transformisme
Partisan de la fixité des espèces, il s'opposa violemment au transformisme de Lamarck. Chef de file du courant opposé au transformisme, il utilisa tous les pouvoirs que lui octroyait sa position de professeur au Muséum d'histoire naturelle et de secrétaire perpétuel de l'Académie des sciences pour entraver la diffusion des idées transformistes. Il bloqua l'accès de leurs partisans vers les carrières académiques, leur interdit l'accès aux collections du Muséum et aux colonnes des revues scientifiques dont il avait le contrôle.
Ces mesures ne suffirent pas à décourager les naturalistes opposés à Cuvier. Tout en restant des « amateurs » — c'est-à-dire non reconnus par une institution officielle — ils poursuivirent avec succès leurs travaux, enrichirent leurs collections et publièrent leurs ouvrages. Ils possédaient leurs propres revues qui, hors du cercle parisien, étaient bien connues. L'acharnement de Cuvier contre les théories transformistes est aussi attesté par la tentative d'entraver la publication des Annales des sciences de l'observation. François-Vincent Raspail témoigne des méthodes employées à cette occasion :

« Cuvier et plus d'un de ses illustres collègues prirent part aux secrètes machinations, dans lesquelles l'éditeur fut forcé de tomber, afin de récupérer sa liberté menacée par une condamnation politique. »

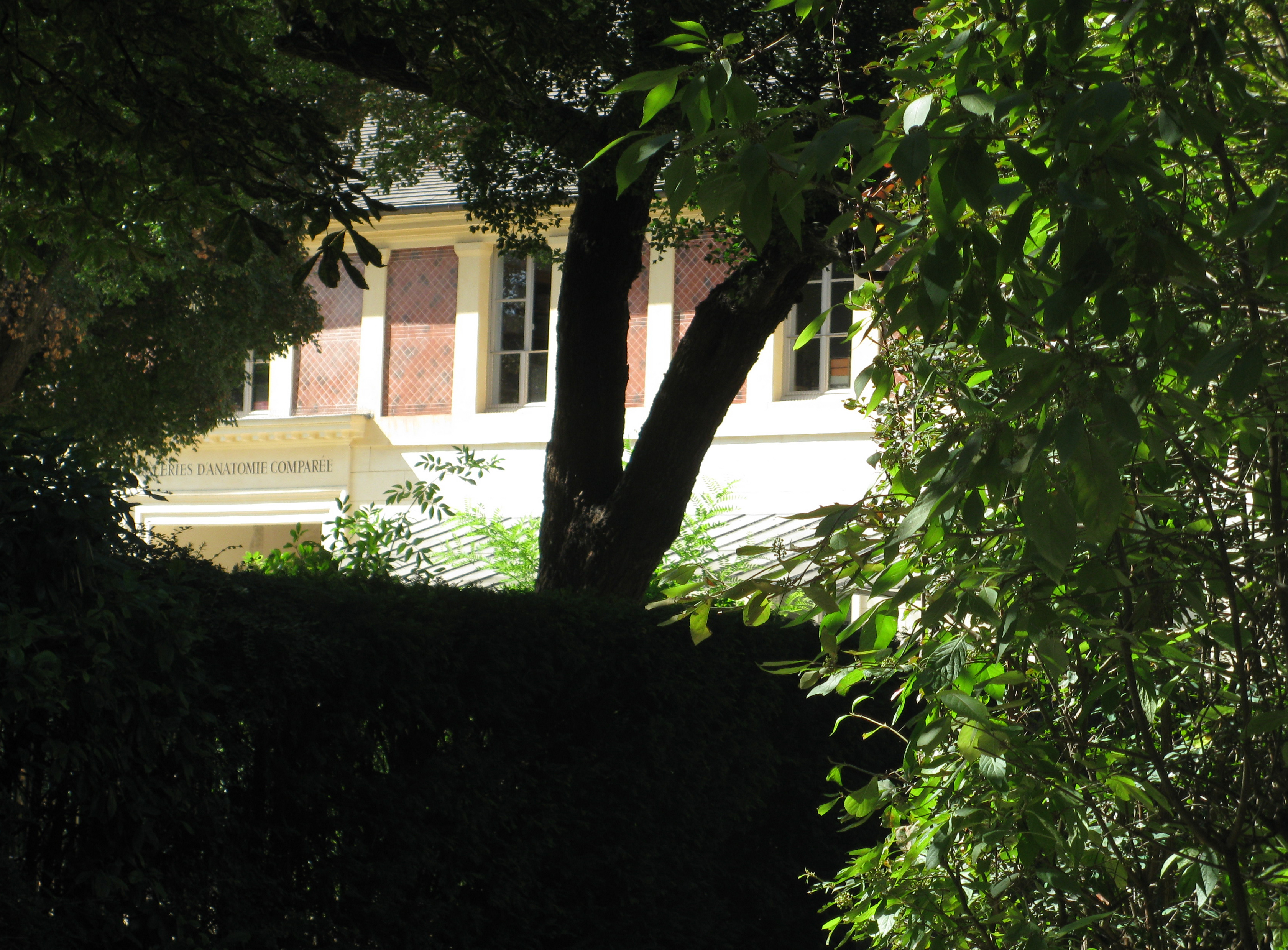
L'ancienne galerie d'anatomie comparée de Cuvier (aujourd'hui appelée bâtiment de la baleine), ouverte au public de 1806 à 1886.

La mainmise de Cuvier sur le système universitaire expliquera en partie que l'évolution a eu beaucoup de mal à s'implanter en France.
À la mort de Lamarck, Cuvier composa un « éloge funèbre » où il ne se priva pas de tourner en ridicule et de déformer les idées transformistes de Lamarck. Cet éloge, qualifié « d'éreintement académique » ne fut lu à l'Académie des sciences que le 26 novembre 1832. Il fut également traduit en anglais et il constitue fort probablement l'origine de l'idée erronée selon laquelle Lamarck attribuait la transformation des animaux à leur « volonté » et à leur « désir ».
Sur son lit de mort, Cuvier prit soin de désigner Pierre Flourens comme successeur au poste de secrétaire perpétuel à l'Académie des sciences. Jusqu'à sa démission en 1864, ce dernier y fut le défenseur le plus acharné de la doctrine de Cuvier dans le domaine des sciences zoologiques.

### Racisme

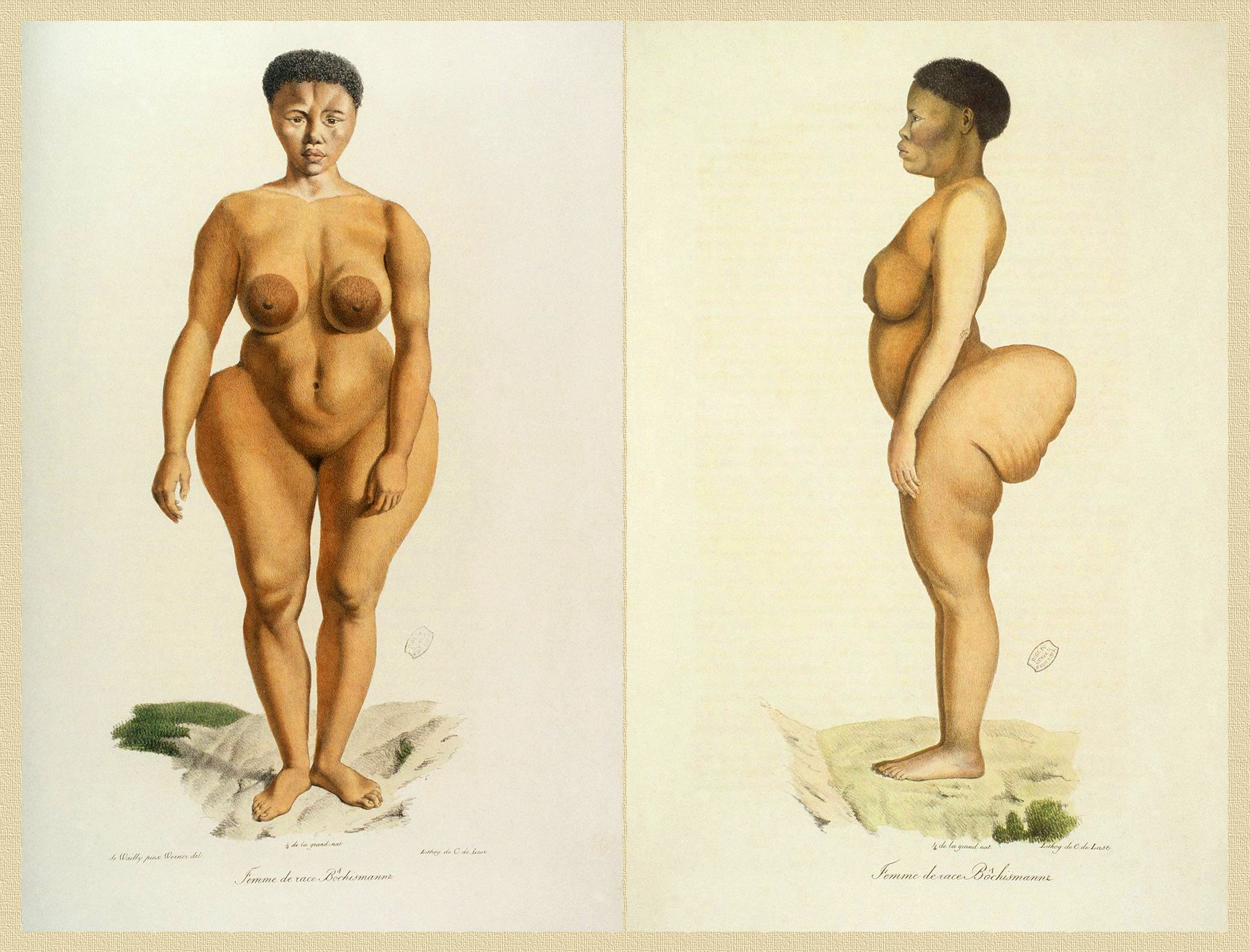
Sarah Saartjie Baartman.

Cuvier adhérait à la pensée scientifique alors dominante en France, et usa de son influence pour la conforter, en accord avec les théories et les préjugés racistes de l'époque.
Cette pensée imprégna ses recherches sur les Noirs africains, qu'il tenait pour « la plus dégradée des races humaines, dont les formes s'approchent le plus de la brute, et dont l'intelligence ne s'est élevée nulle part au point d'arriver à un gouvernement régulier ». Peu après la mort de Saartjie Baartman, il entreprit de la disséquer au nom du progrès des connaissances humaines. Il réalisa d'abord un moulage complet du corps (dont il fit une statue) et ensuite préleva le squelette, le cerveau et les organes génitaux, conservés dans des bocaux de formol. Le squelette, la statue et les bocaux furent exposés à la galerie d'Anatomie comparée de cette époque pour finir au XXe siècle au musée de l'Homme,.
Les préjugés racistes étaient, en 1817, si enracinés qu'ils prenaient le dessus sur les constats personnels des chercheurs : bien que Cuvier présente Saartjie Baartman comme une « femme au caractère gai, bonne musicienne, dotée d'une bonne mémoire, parlant, outre sa langue maternelle, tolérablement le hollandais, un peu l'anglais et quelques mots de français », cela ne l'empêche pas de la décrire devant l'Académie de médecine par des stéréotypes racistes : « Notre Boschimane a le museau plus saillant encore que le nègre, la face plus élargie que le calmouque, et les os du nez plus plats que l'un et que l'autre. À ce dernier égard, surtout, je n'ai jamais vu de tête humaine plus semblable aux singes que la sienne ». Dans cette description il se réfère à la classification des races humaines par le « squelette de la tête », et à une « loi cruelle qui semble avoir condamné à une éternelle infériorité les races à crâne déprimé et comprimé ». Cette classification par la morphologie témoigne de l'influence, sur les scientifiques de l'époque, de la « Table des peuples » elle-même issue du mythe de la « malédiction de Canaan » qui comme le fixisme de Cuvier, sont des idées issues du livre de la Genèse et encore défendues bien longtemps après Cuvier par des auteurs comme Henri Victor Vallois, professeur d'« Ethnologie des hommes actuels et fossiles » au Muséum.

## Taxonomie

### Espèces nommées par Cuvier
- Isopisthus parvipinnis (Cuvier, 1830) une espèce de poisson sciénidé[41] ;
- etc.

### Éponymie
Plusieurs espèces ont été nommées en hommage à Cuvier :
- Anolis cuvieri ;
- Boulengerella cuvieri ;

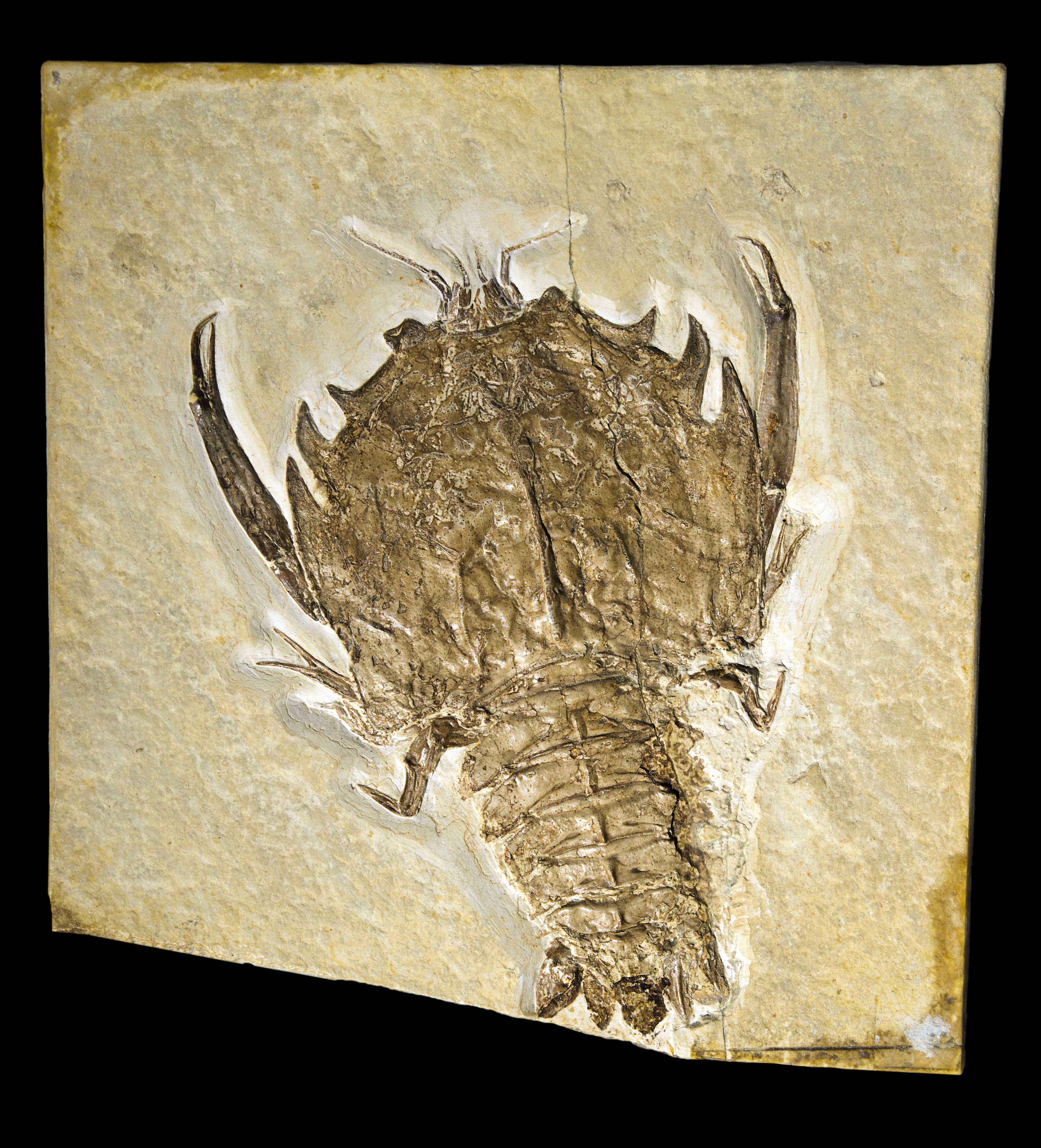
Le crustacé fossile Eryon cuvieri du Tithonien de Solnhofen (de -150,8 ± 4 à -145,5 ± 4 millions d'années) a été dédié à Cuvier.

- Dryolimnas cuvieri, le râle de Cuvier ;
- Eryon cuvieri (éteinte) ;
- Falco cuvierii, le faucon de Cuvier ;
- Galeocerdo cuvier, le requin-tigre ;
- Gazella cuvieri, la gazelle de Cuvier ;
- Oplurus cuvieri ;
- Orestias cuvieri ;
- Palaegithalus cuvieri (éteinte) ;
- Peratherium cuvieri, la sarigue de Cuvier (éteinte) ;
- Phaeochroa cuvierii, le colibri de Cuvier ;
- Physalaemus cuvieri ;
- Proechimys cuvieri ;
- Talegalla cuvieri, le talégalle de Cuvier ;
- Trogontherium cuvieri (éteinte) ;
- Ziphius cavirostris, la baleine de Cuvier ;
- etc.

## Cuvier et ses contemporains

### Geoffroy Saint-Hilaire
En 1794, Cuvier entame une correspondance avec Geoffroy Saint-Hilaire. Peu de temps après l'embauche de Cuvier comme assistant au Muséum d'histoire naturelle, Geoffroy le reçoit dans sa maison : ils signeront ensemble plusieurs mémoires d'histoire naturelle dont l'un présente la classification des mammifères construite sur l'idée de subordination des caractères, fondement du système de classification de Cuvier.
D'amis, ils deviendront adversaires à partir de 1830, car les idées de Geoffroy Saint-Hilaire s'apparentent au transformisme de Lamarck et le conduisent à affronter Cuvier, résolument fixiste, devant l'Académie des sciences. L'un de leurs plus fameux affrontements est connu sous le nom de « controverse des crocodiles de Caen »,. Le livre Principes de philosophie zoologique de Geoffroy Saint-Hilaire, a aussi été commenté élogieusement par Goethe en septembre 1830.

### Balzac
Honoré de Balzac, qui tout d'abord admirait Cuvier, le rendant « plus poète que Lord Byron » dans La Peau de chagrin, prend parti pour Saint-Hilaire dans la controverse sur l'unité de composition organique : « Ce serait une erreur de croire que la grande querelle qui, dans ces derniers temps, s'est émue entre Cuvier et Geoffroy Saint-Hilaire, reposait sur une innovation scientifique […]. La proclamation et le soutien de ce système, en harmonie d'ailleurs avec les idées que nous nous faisons de la puissance divine, sera l'éternel honneur de Geoffroy Saint-Hilaire, le vainqueur de Cuvier sur ce point de la haute science, et dont le triomphe a été salué par le dernier article qu'écrivit le grand Goethe ».
Mais c'est la recherche des honneurs par Cuvier qui irrite Balzac : ce dernier le surnomme « le baron cerceau » dans le conte satirique Guide-âne à l'usage des animaux qui veulent parvenir aux honneurs et le traite d'« habile faiseur de nomenclatures ». Malgré cela, en 1844, Balzac placera Cuvier au rang des hommes qui ont eu « une vie immense », au même titre que Napoléon et lui-même.

### Humboldt
Alexander von Humboldt arrive à Paris en avril 1798 et fréquente au Jardin des plantes Frédéric Cuvier, Lamarck, les botanistes Jussieu, René Desfontaines et André Michaux, les chimistes Chaptal, Thénard, Fourcroy, Louis-Nicolas Vauquelin, mais pas encore Georges Cuvier. C'est à son retour de son exploration des Amériques que Humboldt, installé à Paris de 1804 à 1824, fait la connaissance de Georges Cuvier avec lequel il se lie d'amitié. Il admire alors la méthodologie de travail de Cuvier qui, dans sa galerie d'anatomie comparée (actuel « bâtiment de la baleine ») alignait une douzaine de paillasses et de bancs différents pour pouvoir mener, avec ses assistants, douze recherches simultanément. Humboldt offre son herbier au Muséum national d'histoire naturelle, collection acceptée par décret en 1805.

### Stendhal
Stendhal fréquente le salon des Cuvier lors de sa relation avec Sophie Duvaucel, belle-fille de Cuvier, qu'il surnomme Mlle Mamouth,. Il fait d'ailleurs brièvement référence à « monsieur Cuvier » dans son roman Lucien Leuwen (chapitre XII).

## Œuvres et publications

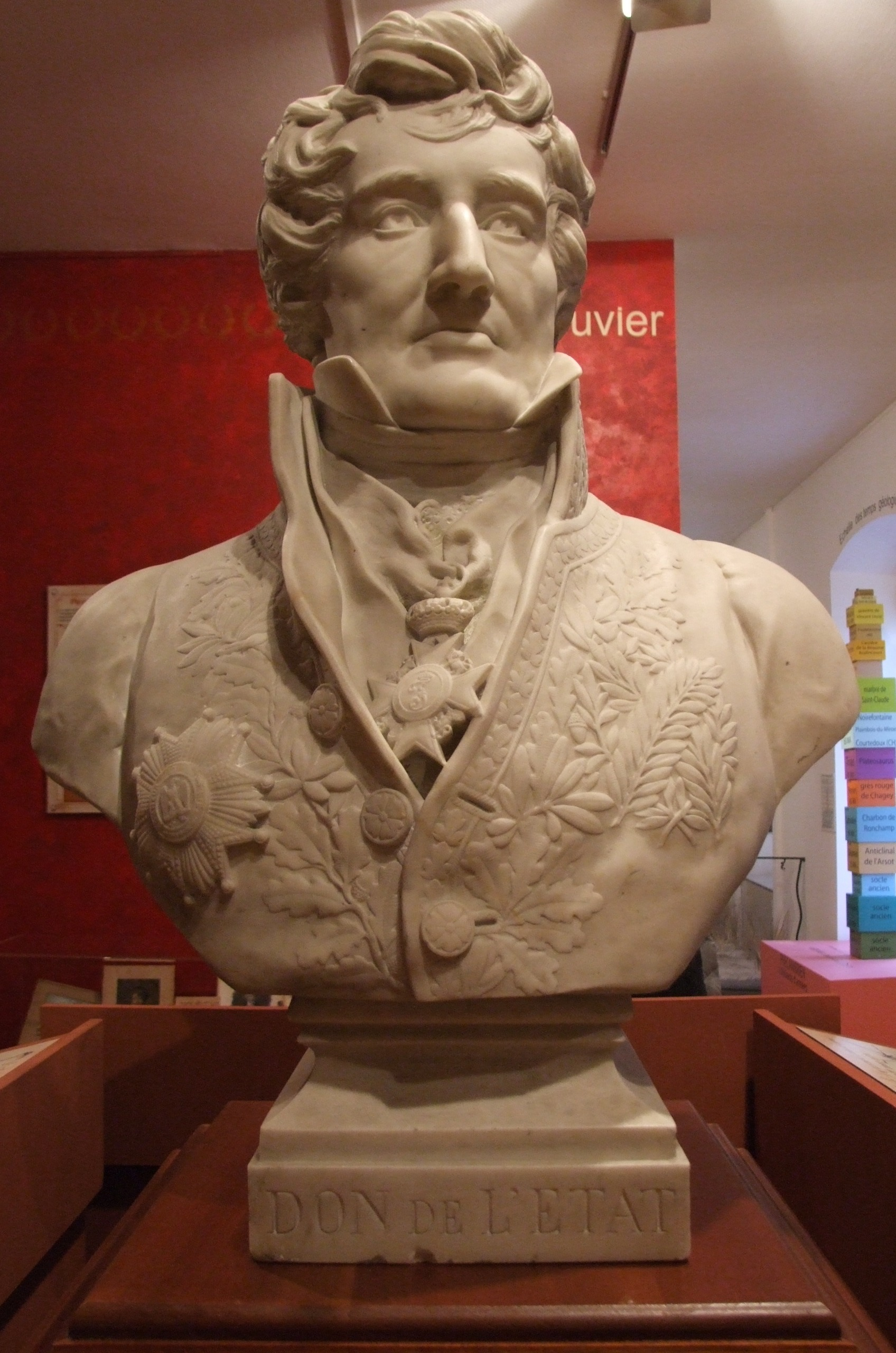
Buste de Georges Cuvier au musée Cuvier de Montbéliard.

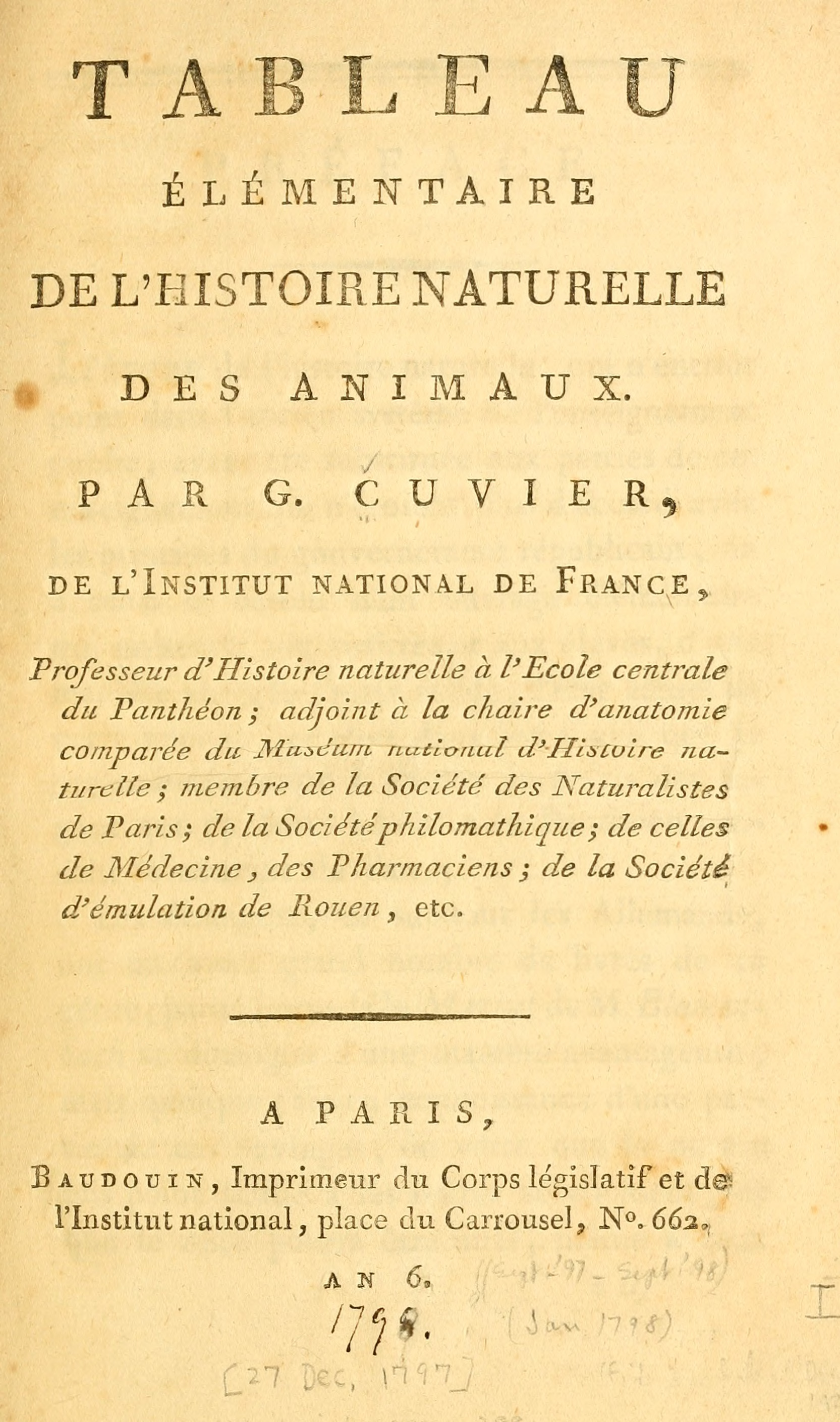
Tableau élémentaire de l'histoire naturelle des animaux, 1797.

- Tableau élémentaire de l'histoire naturelle des animaux (1797-1798), Texte en ligne.
- Leçons d'anatomie comparée (5 volumes, 1800-1805), ouvrage capital qui obtint en 1810 un des prix décennaux. Textes en ligne.
- Essai sur la géographie minéralogique des environs de Paris, avec une carte géognostique et des coupes de terrain, avec Alexandre Brongniart (1811) [lire en ligne].
- Le Règne animal distribué d'après son organisation, pour servir de base à l'histoire naturelle des animaux et d'introduction à l'anatomie comparée (4 volumes, 1817). Textes en ligne.
- Recherches sur les ossements fossiles de quadrupèdes, où l'on rétablit les caractères de plusieurs espèces d'animaux que les révolutions du globe paraissent avoir détruites (4 volumes, 1812). Textes en ligne : volume 1, volume 2 lire en ligne sur Gallica, volume 3 lire en ligne sur Gallica, volume 4 lire en ligne sur Gallica.
- Mémoires pour servir à l'histoire et à l'anatomie des mollusques (1817) Texte en ligne.
- Éloges historiques des membres de l'Académie royale des sciences, lus dans les séances de l'Institut royal de France par M. Cuvier (3 volumes, 1819-1827). Textes en ligne : Vol. 1, Vol. 2 et Vol. 3.
- Théorie de la terre (1821).
- Discours sur les révolutions de la surface du globe, et sur les changements qu'elles ont produits dans le règne animal, Paris, G. Dufour et d'Ocagne, 1825 [troisième édition française (disponible sur Google Livres)] ; l'édition de 1840 est lire en ligne sur Gallica ; réédition : Christian Bourgois (Paris), 1985. Texte en ligne.
- Histoire des progrès des sciences naturelles depuis 1789 jusqu'à ce jour, 1826-1836, 5 volumes. Textes en ligne.
- Histoire naturelle des poissons, 1828-1848, 11 volumes ; continuée par Achille Valenciennes. Textes en ligne.
- Histoire des sciences naturelles depuis leur origine jusqu'à nos jours, chez tous les peuples connus, professée au Collège de France (5 volumes, 1841-1845), rédigée, annotée et publiée par Magdeleine de Saint-Agy. Textes en ligne : Vol. 1, Vol. 2, Vol. 3, Vol. 4, et Vol. 5.
- Discours sur les révolutions du globe avec des notes et un appendice d'après les travaux récents de MM. de Humboldt, Flourens, Lyell, Lindley, etc. rédigés par le Dr Hoefer, Firmin-Didot et Cie (Paris), 1879. Texte en ligne disponible sur LillOnum.
- L'histoire des sciences naturelles de Cuvier : vingt-quatre leçons de l'Antiquité à la Renaissance [nouvelle édition de Theodore W. Pietsch, préface de Philippe Taquet], Paris: Publications scientifiques du Muséum national d'Histoire naturelle, 2012, 734 p. (coll. Archives; 16)  (ISBN 978-2-85653-684-1).

Georges Cuvier a également collaboré au Dictionnaire des sciences naturelles (61 volumes, 1816-1845) et à la Biographie universelle (45 volumes, 1811-18??).

## Distinctions et hommages
Une succession d’honneurs le conduisent de l’Académie française en 1818, à la pairie de France en 1831, en passant par le Conseil d'État et la chancellerie de l’Instruction publique, sans parler des distinctions académiques venant du monde entier.
- Grand officier de la Légion d'honneur le 3 septembre 1826[54].

- Musée Cuvier de Montbéliard.

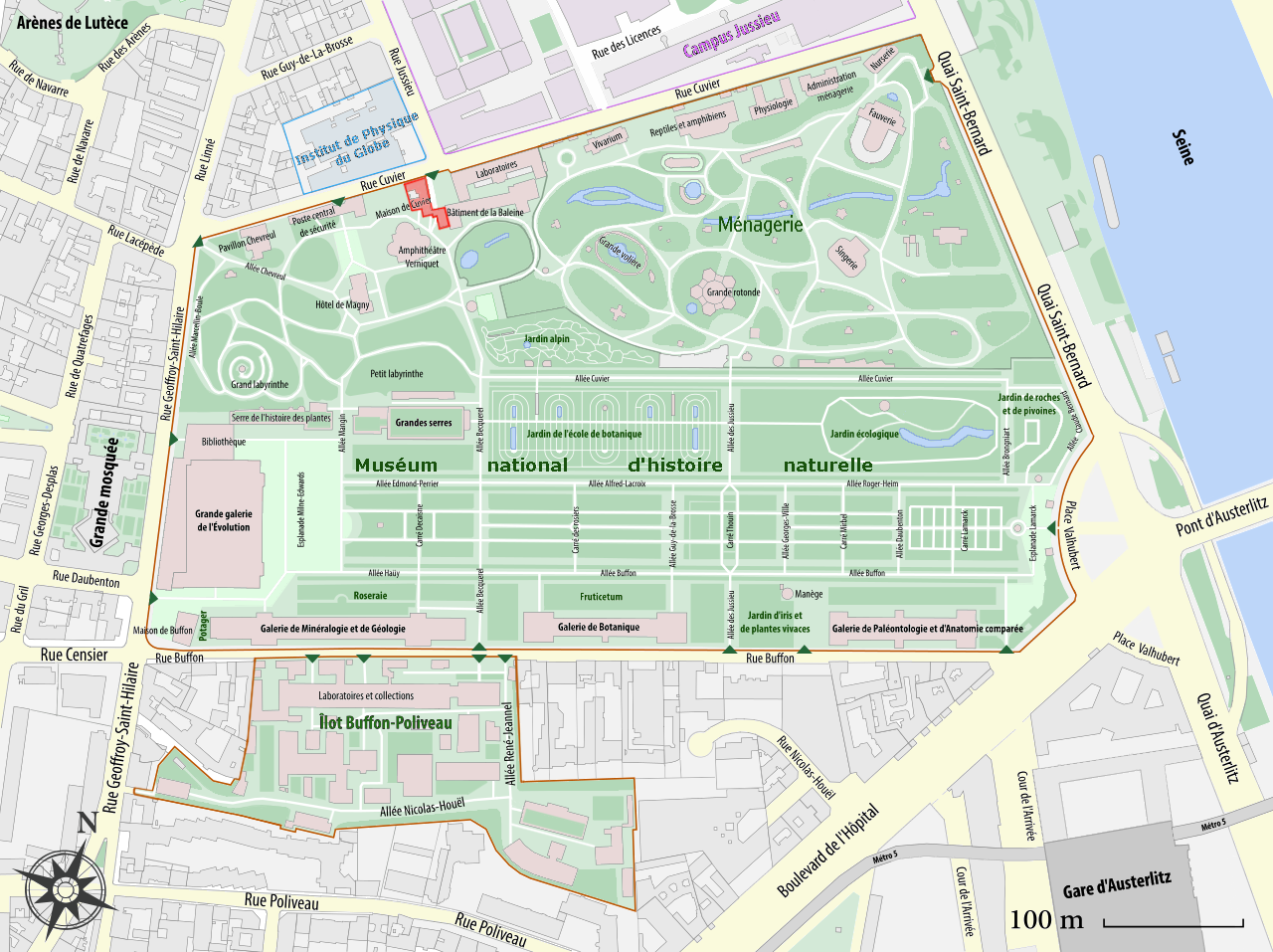
Emplacement au Jardin des Plantes de la Maison de Cuvier, sur la rue qui porte son nom.

- Un collège devenu aujourd'hui un lycée porte son nom à Montbéliard.
- Son nom est inscrit sur la Liste des soixante-douze noms de savants inscrits sur la tour Eiffel.
- Rue Cuvier dans le 5e arrondissement de Paris, à Lyon et de nombreuses autres villes.
- En 1935, l'union astronomique internationale a donné le nom de Cuvier à un cratère lunaire.

De nombreuses espèces ou sous-espèces d'animaux ont reçu l'épithète spécifique ou le nom subspécifique cuvieri ou cuvierii en hommage au travail de Georges Cuvier.
L'un des successeurs de Cuvier au Muséum, le systématicien Guillaume Lecointre, dans l'une de ses nouvelles fantastiques Muséum 2080, imagine qu'à la suite d'un contact avec des formes de vie extraterrestres, une dent de Georges Cuvier permet de le cloner à la fin du XXIe siècle.

## Galerie

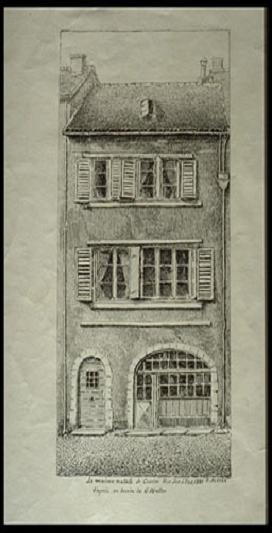
La maison natale de Georges Cuvier à Montbéliard (ou en allemand Mömpelgard), rue sur l’Eau, aujourd’hui Cuvier. Émile Blazer d’après un dessin de G. Walter de 1830.
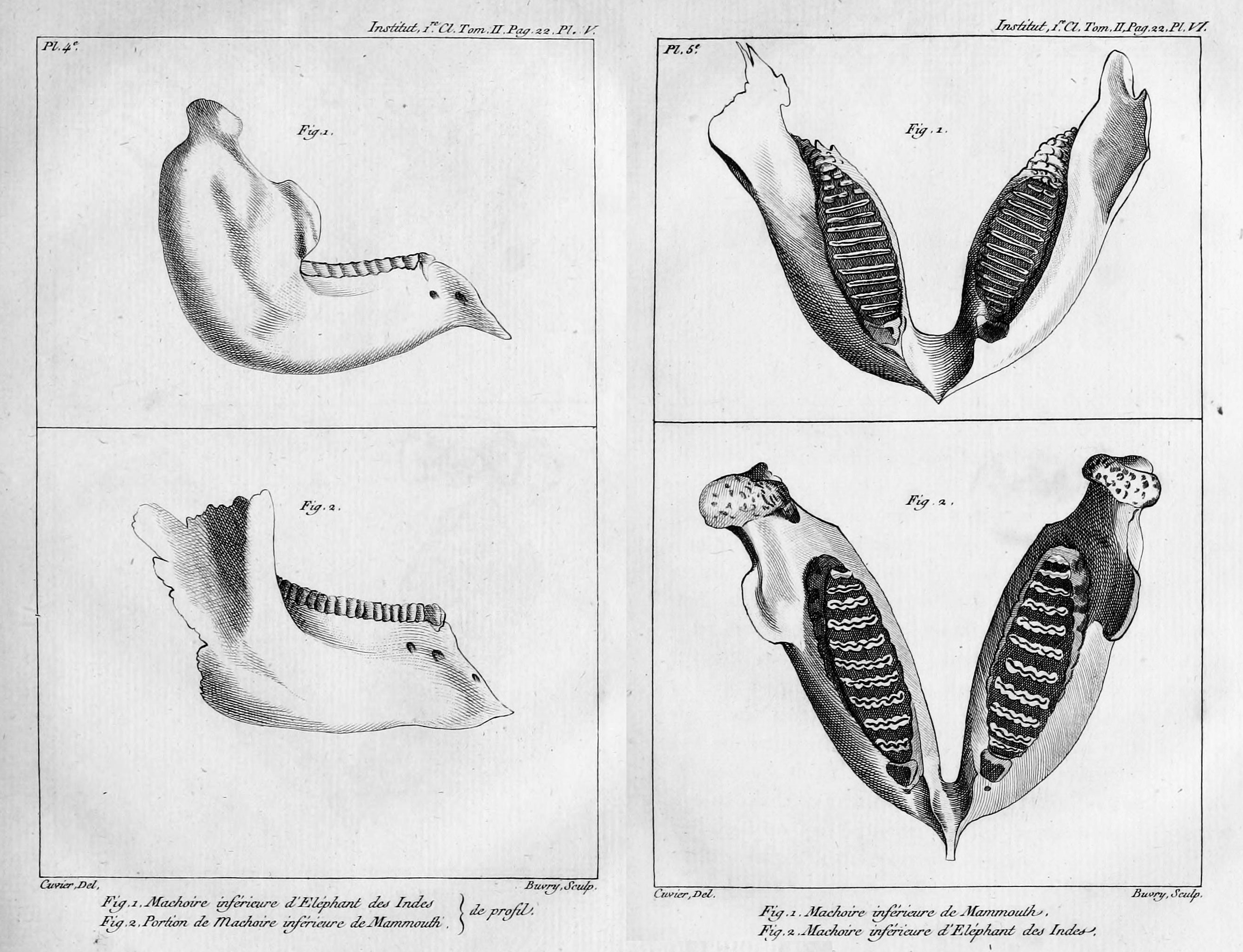
Comparaison anatomique d'une mâchoire d'éléphant indien et d'une mâchoire d'éléphant fossile par Cuvier en 1796.
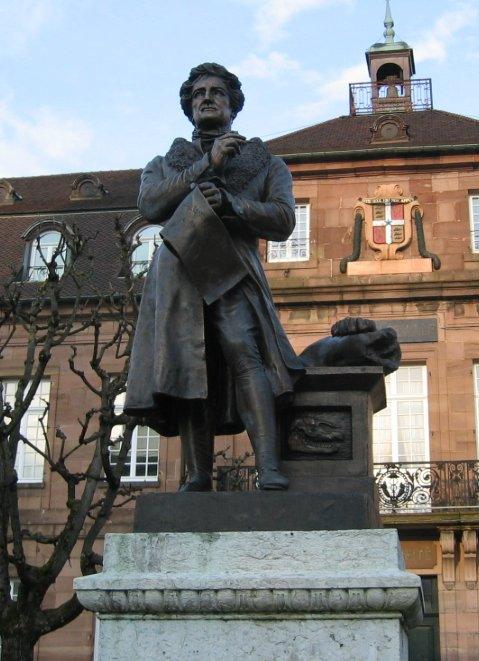
Statue par David d'Angers à Montbéliard.
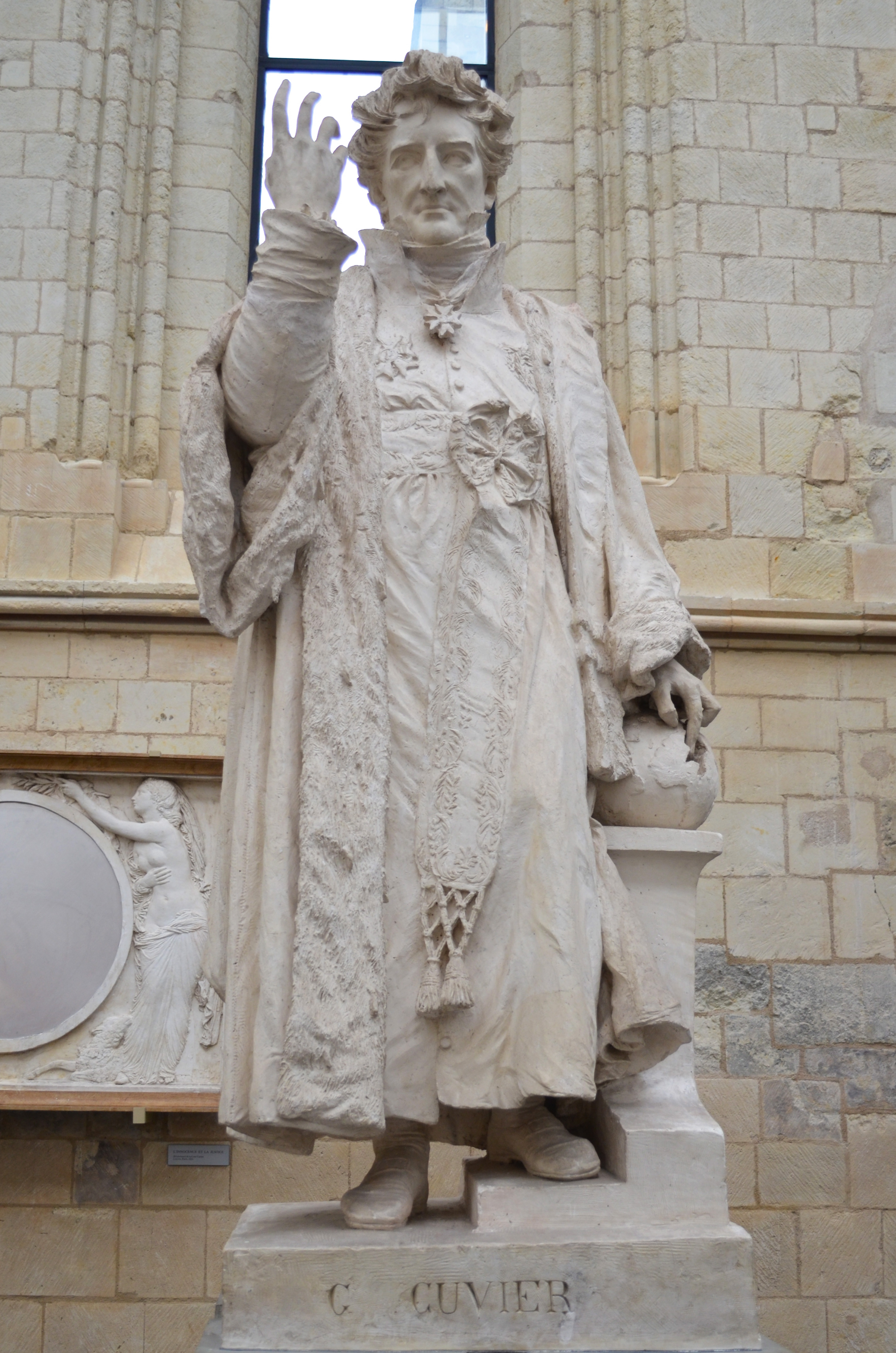
Statue, modèle préliminaire par David d'Angers, à Angers (Maine-et-Loire).
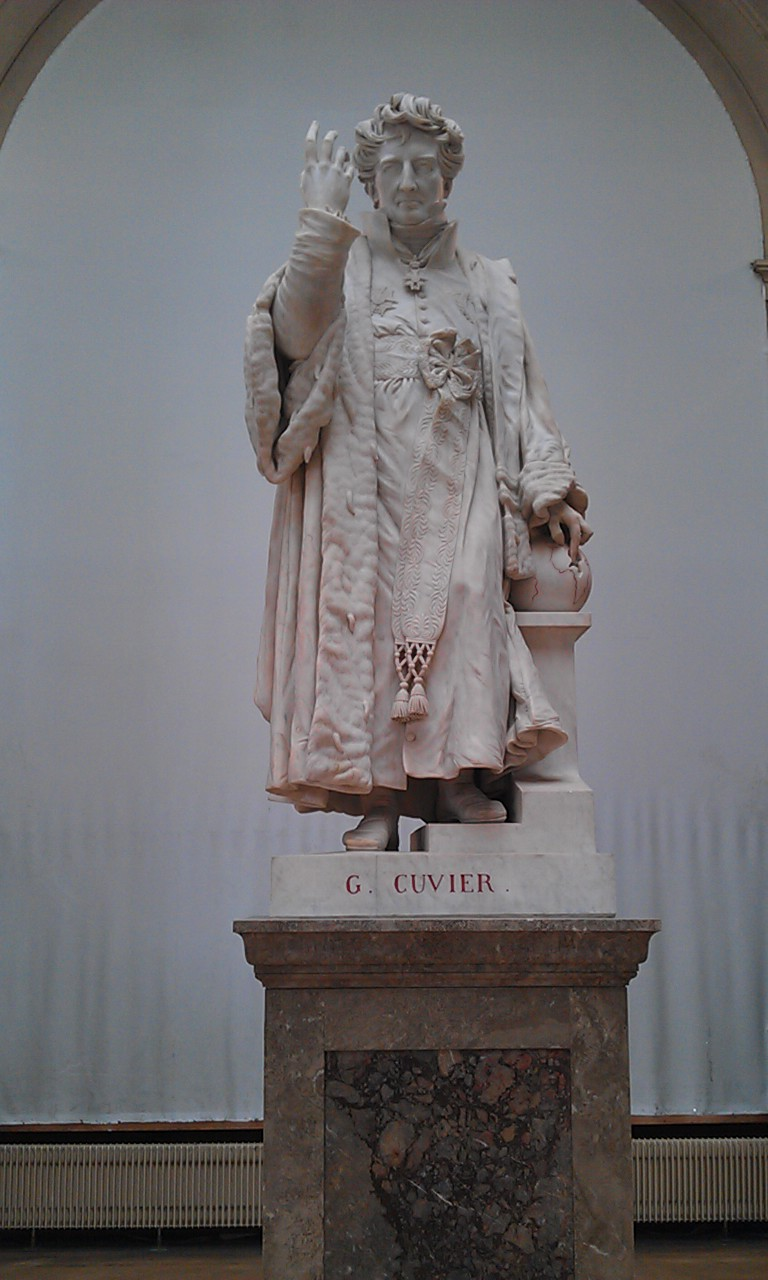
Version finale de la statue de David d'Angers, à Paris (galerie de Minéralogie, dans le Jardin des plantes).
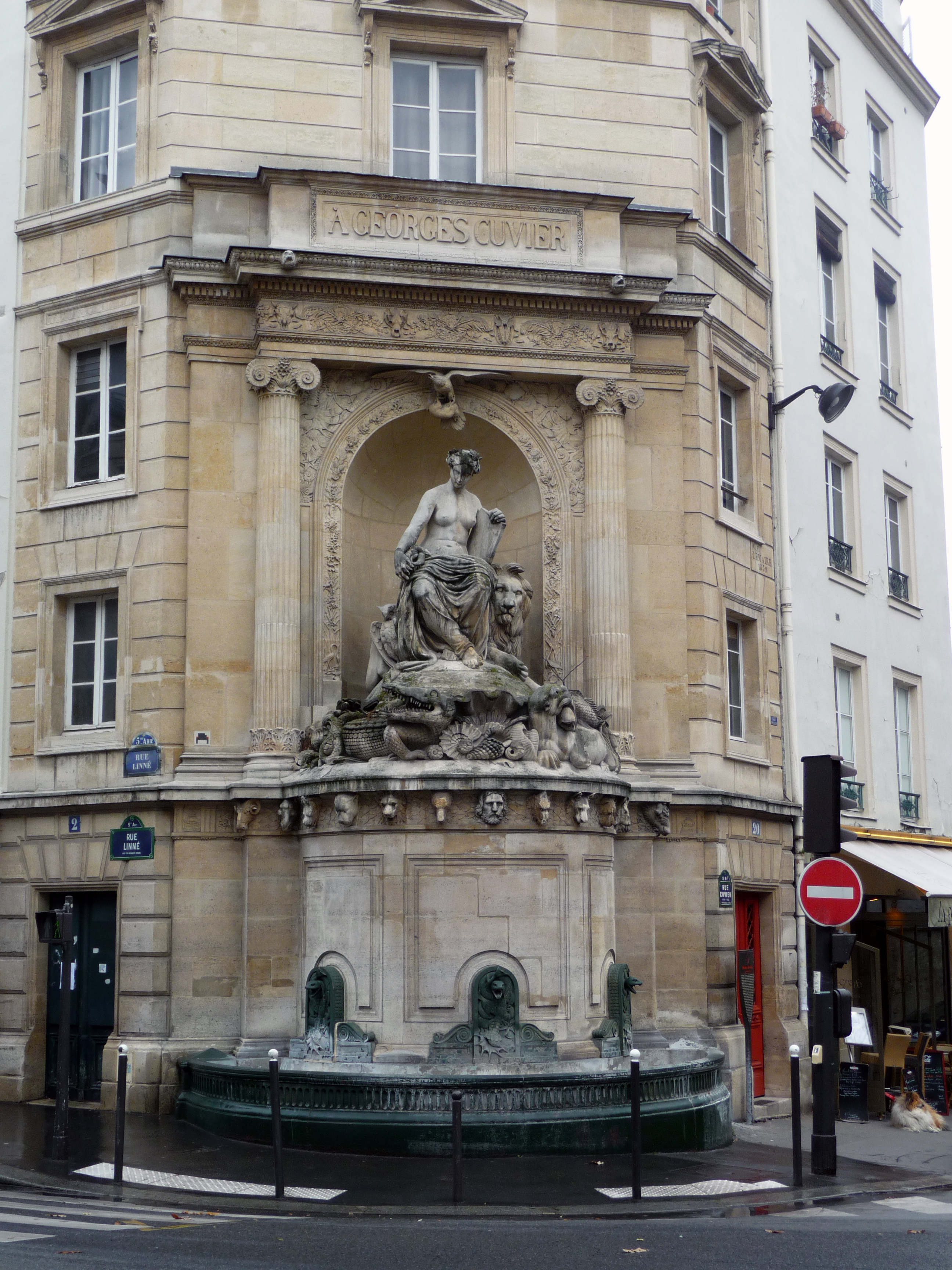
Fontaine Cuvier, commémorant Georges Cuvier à côté du Jardin des plantes.
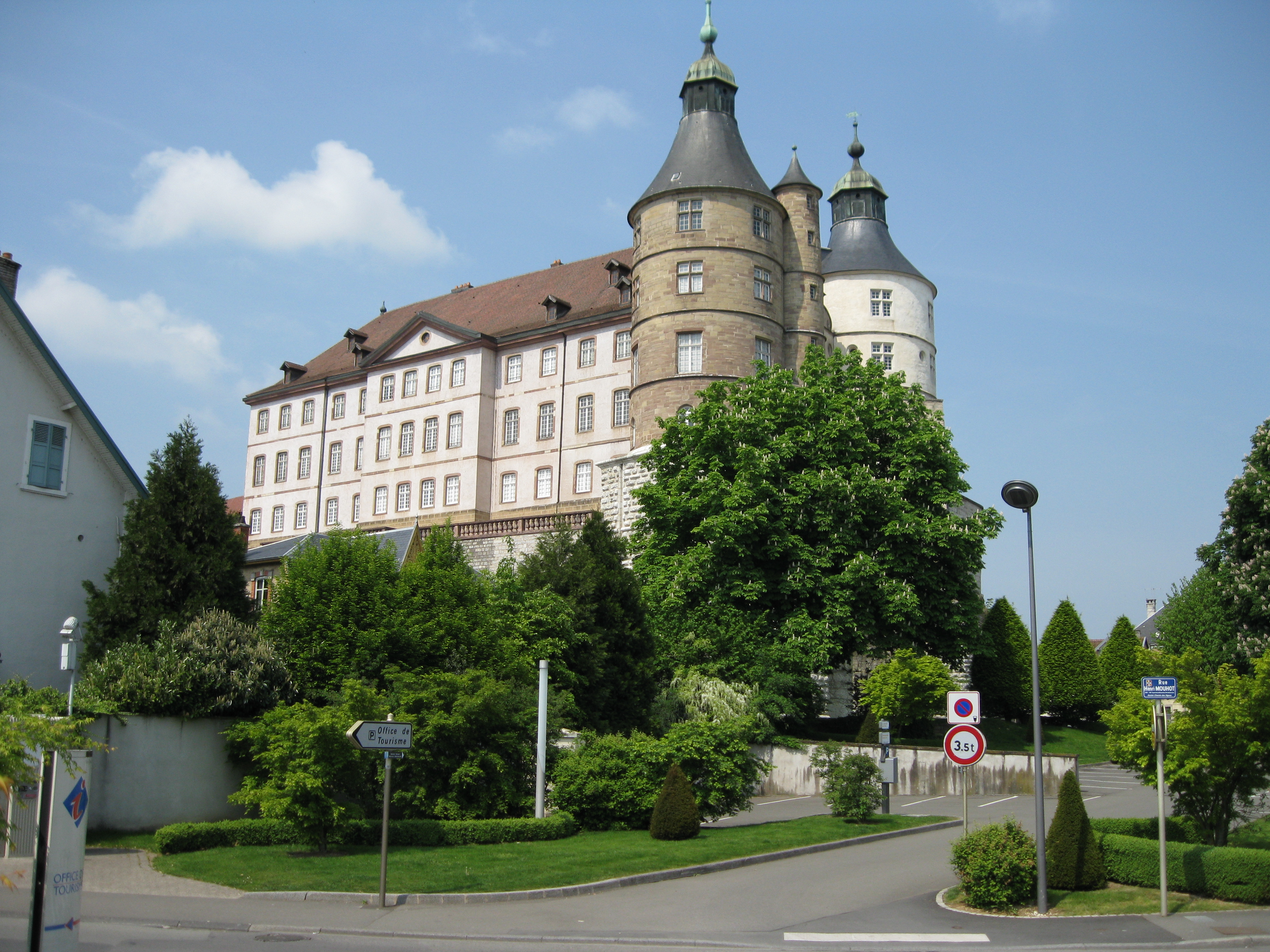
Musée Cuvier du château de Montbéliard.
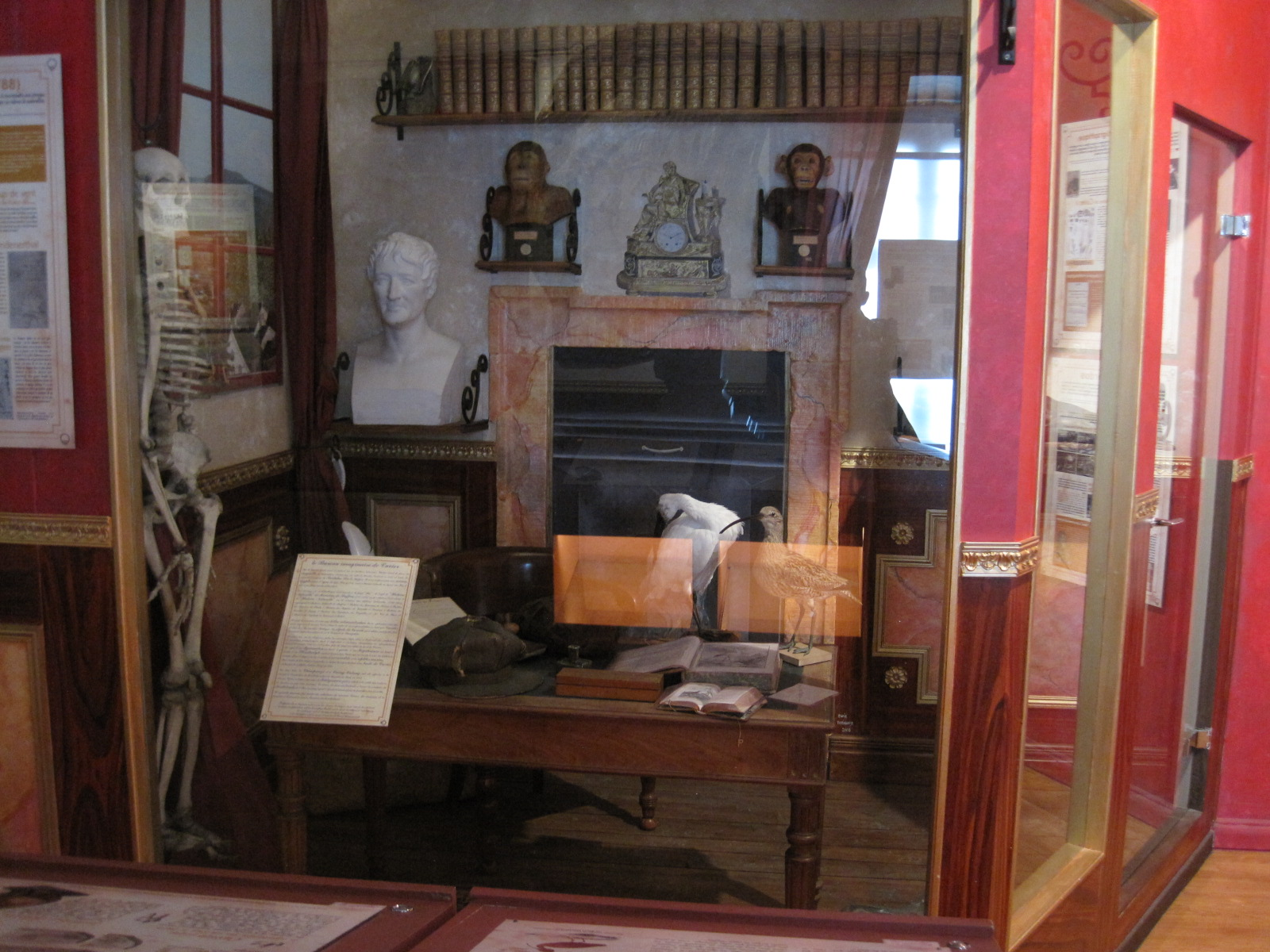
Bureau de Georges Cuvier au musée Cuvier de Montbéliard.
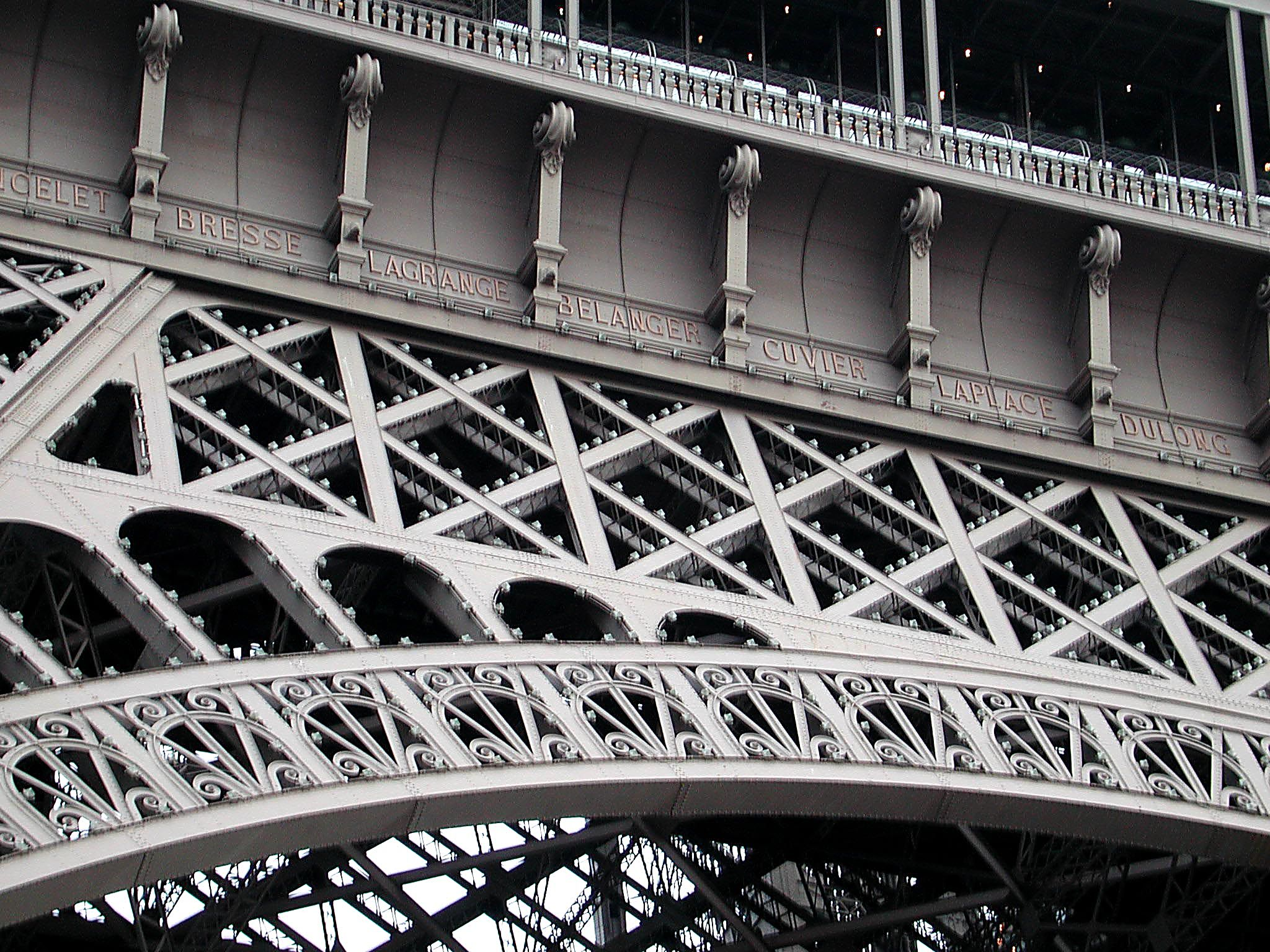
Son identité est inscrite sur la Liste des soixante-douze noms de savants inscrits sur la tour Eiffel.
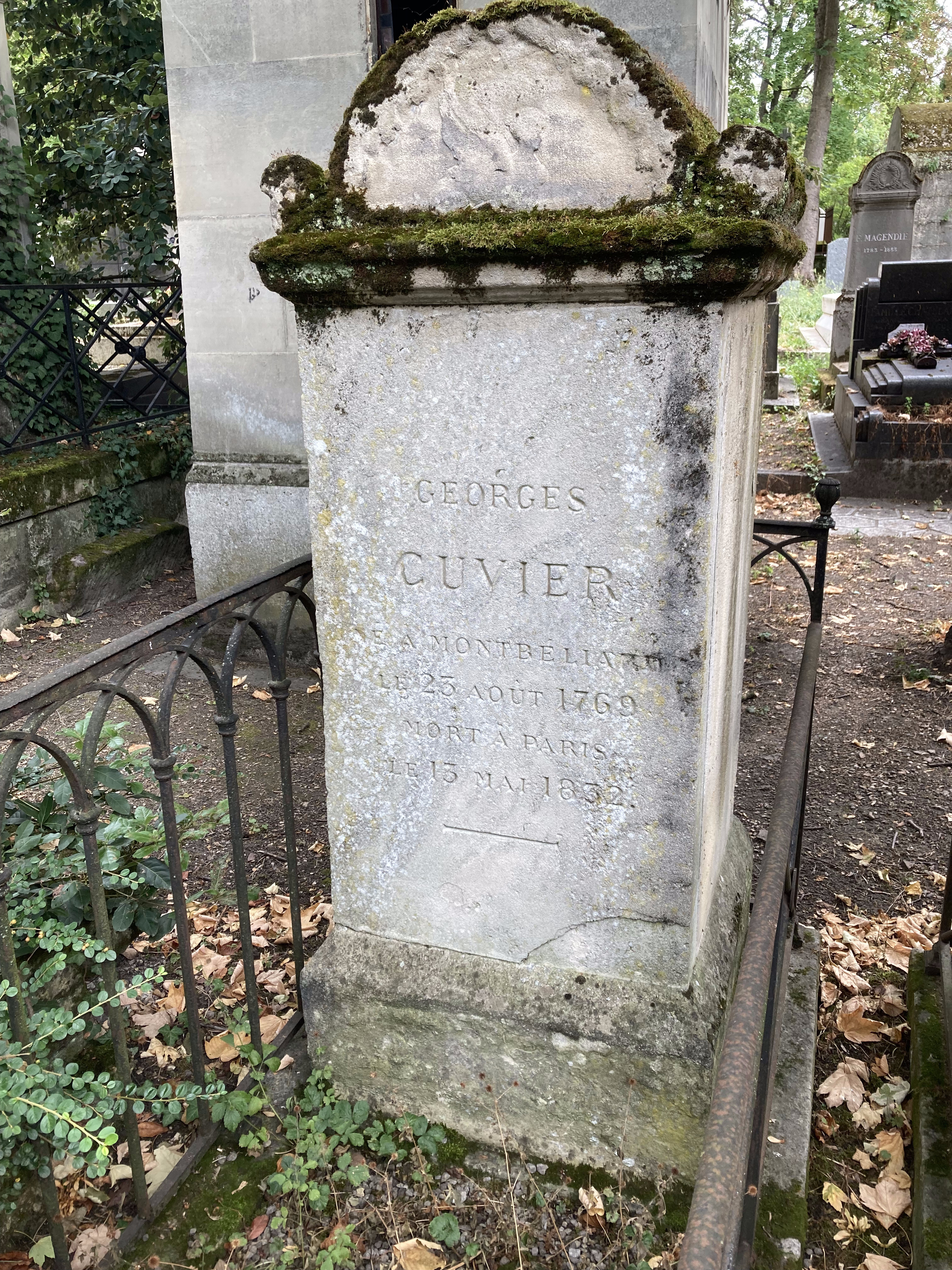
Lieu de sépulture de Georges Cuvier, Paris cimetière du Père-Lachaise.